# Roncus lagari
Roncus lagari är en spindeldjursart som beskrevs av Beier 1972. Roncus lagari ingår i släktet Roncus och familjen helplåtklokrypare.

## Underarter
Arten delas in i följande underarter:
- R. l. lagari
- R. l. sendrai